# José Albertazzi Avendaño
José Albertazzi Avendaño (Paraíso, 15 de enero de 1892 - San José, 3 de septiembre de 1967) fue un periodista y político costarricense. Orador polémico y articulista comprometido socialmente, llegó a ostentar importantes cargos legislativos en su país.
Obtuvo primero el título de maestro normal por el Liceo de Costa Rica, y posteriormente el de abogado. Trabajó unos años como maestro en la ciudad de Liberia. 
Trabajó como periodista, demostrando una gran conciencia social. También dio clases en el Liceo de Costa Rica.
Fue director de la Biblioteca Nacional de San José.
A nivel legislativo, fue diputado en los períodos 1926-1934 y 1938-1948 y presidente del Congreso Constitucional de 1944 a 1945.
Como escritor, gozó de popularidad su obra poética (ganó, además, distintos premios tanto en su país como en el extranjero). Es autor de:
- Por los recodos del camino.
- Palabras al viento.
- Bajo el azul.
- Fragmentos del alma.
- En su honor se hizo un colegio técnico profesional llamado CTP José Albertazzi Avendaño ubicado en Los Guido.